# Evolution No.9
〈Evolution No.9〉(에볼루션 넘버 나인)은 9nine의 14번째 싱글이다. 2013년 6월 12일에 SME Records로부터 발매되었다.

## 개요
전작「colorful」로부터 4개월만에 발매되는 2013년 제2탄 싱글이다. 타이틀 곡은 카와시마 우미카출연의 TBS계 연속드라마 탱크톱 파이터의 오프닝 테마. 『통상판』의 외에 「Evolution No.9」의 뮤직비디오와 Dance Shot 버전이 수록된 『초회생산한정판A』, 12페이지의 포토북이 있는 『초회생산한정판B』의 3가지 형태로 발매되었다.

## 수록곡
1. Evolution No.9 [3 : 58]
  - 작사・작곡 : 101, 편곡 : 101・나카무라 타이치
2. : 멤버들이 「후렴구가 어딘지 모르겠다」, 「정말로 싱글곡인가」라고 말하는 곡[1]。
3. : 간주부분에서는 베토벤의 교향곡 9번이 멜로디의 일부로 사용되었다.
4. Just A 사랑 (Just A 恋) [4 : 21]
  - 작사 : 히로이즘, 작곡 : 이토 히로유키, 편곡 : 노마 코우스케
5. 아네모네모네 (アネモネもね) [3 : 01]
  - 작사・작곡 : 101, 편곡 : 101・나카무라 타이치
6. Evolution No.9 (Instrumental)
7. Just A 사랑 (Just A 恋) (Instrumental)
8. 아네모네모네 (アネモネもね) (Instrumental)

## 초회특전
- DVD (초회생산한정판A)
  1. 「Evolution No.9」 Music Video
  2. 「Evolution No.9」 Dance Shot ver.
- 12P포토북 (초회생산한정판B)
- 멤버 솔로 어나더 재킷 (전5종・각종공통특전)

## 타이업
| 곡명           | 타이업                                        |
| -------------- | --------------------------------------------- |
| Evolution No.9 | TBS계 연속드라마 『탱크톱 파이터』오프닝 테마 |